# ČKD-Typ D760/90
Als Typ D 760/90 bezeichnete die tschechoslowakische Firma ČKD eine Baureihe schmalspuriger Tenderlokomotiven für Bosnische Spur (760 mm), die für den Einsatz auf Waldbahnen konzipiert waren.

## Geschichte

Technische Zeichnung

Auf der Grundlage eines öffentlichen Wettbewerbes von dem Ministerium der Landwirtschaft aus dem Jahr 1927 über eine leistungsfähige vierachsige Lokomotive für die Staatliche Waldbahn (Státní lesní dráha; SLD) stellte die Firma ČKD in Prag nach einer Baumusterlokomotive (1929) im Jahr 1930 weitere drei Stück der Werkstype D 760/90 her. Im Jahr 1930 bestellte das Ministerium der Landwirtschaft weitere fünf Lokomotiven dieses Types in modernisierter Form. Aus der Literatur sind aber lediglich vier gefertigte Maschinen ersichtlich, so dass davon ausgegangen werden muss, dass es zur Fertigung der bestellten Lokomotiven nicht mehr gekommen ist.
Die Lokomotiven führten anfangs die Nummern 3, 4, 6 und 8 der Waldbahn Tereswatal. Die Staatliche Waldbahn gab ihnen später die Nummern U 45.907 bis U 45.910. Als das Bahngebiet 1939 wieder an Ungarn fiel, wurden sie von der nunmehrigen Taracsvölgyi erdei vasút (TEV) mit den Nummern K 45.906 bis 908 geführt. Die vierte, die letzt gebaute Maschine mit der ehemaligen Bezeichnung U 45.910, wurde 1940 im Okres Rachov zunächst eingesetzt. Später erschien sie während des Zweiten Weltkrieges auf der Industriebahn Králův Dvůr–Beroun–Koněprusy, wo sich ihr Einsatz bis zum Jahr 1962 weiter verfolgen lässt. Sie trug dort die Nummer 15.